# Red Hot Christmas Blues
Red Hot Christmas Blues è il primo album solista del chitarrista Mark Baldwin. Si tratta di un album composto interamente da reinterpretazioni di vecchi brani di Natale. 

## Tracce
1. Christmas Blues
2. What Child Is This
3. Silent Night
4. Go Tell It on the Mountain
5. I Wonder As I Want It
6. Oh Holy Night
7. Angel Shuffle
8. The First Noel